# Stanton (Teksas)
Stanton – miasto w Stanach Zjednoczonych, w stanie Teksas, w hrabstwie Martin. W 2000 roku liczyło 2 556 mieszkańców.